# Svetićevo
Svetićevo (in serbo Светићево?) è un villaggio della Serbia situato nella municipalità di Bačka Topola, nel distretto della Bačka Settentrionale, nella provincia autonoma di Voivodina. La popolazione totale è di 205 abitanti (censimento del 2002), di cui la maggioranza di essa è di etnia serba.

## Società

### Evoluzione demografica
- 1961: 1 292 abitanti
- 1971: 1 148 abitanti
- 1981: 257 abitanti
- 1991: 229 abitanti
- 2002: 205 abitanti